# Michael Rennie
Pour les articles homonymes, voir Rennie.
Michael Rennie est un acteur britannique, né Eric Alexander Rennie le 25 août 1909 à Idle (en) près de Bradford (Yorkshire de l'Ouest) et mort le 10 juin 1971 à Harrogate (Yorkshire).

## Biographie
Michael Rennie est le fils de James Alexander Rennie et d'Edith Amelia Dobby. Son arrière-grand père John Rennie a conçu et construit le New London Bridge. Il fait ses études au Leys School de Cambridge.
Vendeur de voiture et manager d'usine, Michael Rennie est très vite attiré par le théâtre, apprenant son métier sur les scènes de York et Windsor dans le répertoire de Wakerfield. Il tient un premier rôle au cinéma en 1931.
Il fut remarqué en 1936 dans une audition pour un film d'Alfred Hitchcock Quatre de l'espionnage notamment pour sa grande taille (1,93 m) et sa prestance, et enchaîna des petits rôles pour lesquels il ne fut pas crédité. Il rejoint les forces de la RAF en 1941 en tant que pilote de chasse aux Etats-Unis dans le cadre du plan d'Arnold. Après la guerre, Maurice Ostrer le remarque et le fait jouer aux côtés de Margaret Lockwood dans I'll Be Your Sweetheart (1945) puis dans The Wicked Lady (1946).
À la 20th Century Fox, il devient un ami proche de Tyrone Power et joue avec lui dans La Rose noire d'Henry Hathaway et The House in the Square. Par la suite, sa route va souvent croiser celle de James Mason, Debra Paget et Felix Aylmer.
Le producteur Darryl F. Zanuck le prend sous contrat. Il est choisi en remplacement de Claude Rains indisponible pour interpréter l'extraterrestre Klaatu dans Le Jour où la Terre s'arrêta , pour lequel il est surtout connu.
On se souvient de ses interprétations au cinéma dans Une île au soleil, Hôtel Saint-Gregory (film, 1967), La Guerre des cerveaux, La Bataille d'El Alamein (film).
Il a fait de nombreuses apparitions dans des séries télévisées comme Alfred Hitchcock présente, Perry Mason , Au cœur du temps ou Les Envahisseurs,.
En 1959, il décida de rentrer en Angleterre. Il a repris le rôle de Harry Lime principal protagoniste de Le Troisième Homme (film) tenu au cinéma par Orson Welles dans un feuilleton de 77 épisodes diffusé de 1959 à 1965 et inédit en France : "The Third Man".
Son rôle dans La Guerre des cerveaux permet de se faire une idée de son talent. Si on le cite pendant les 2/3 du film, il n'apparaît qu'à la fin, souriant, sûr de lui, mais très dangereux, et en quelques minutes il donne une inquiétante consistance à une menace qui n'est que nommée la plupart du temps.

## Fin de carrière et décès
Grand fumeur, il est victime de problèmes respiratoires et doit parfois se faire doubler. Il décide de résider à Genève (Suisse) où il passe ses dernières années. C'est au domicile de sa mère à Harrogate (Yorkshire) où il se rend, à la suite du décès de son frère, qu'il meurt d'un emphysème pulmonaire  le 10 juin 1971 à l'âge de 61 ans.

## Filmographie

### Cinéma
- 1931 : La Conquête de l'air (The Conquest of the Air) d' Alexander Esway, Zoltan Korda, et John Monk Saunders : Marquis d'Arlandes
- 1936 : Quatre de l'espionnage (Secret Agent) d'Alfred Hitchcock : Capitaine d'infanterie
- 1936 : L'Homme qui faisait des miracles (The Man Who Could Work Miracles) de Lothar Mendes et Alexander Korda : policier de San Francisco
- 1937 : Gypsy de Roy William Neill : rôle sans nom
- 1937 : Gangway de Sonnie Hale : l'officier de navire
- 1937 : Le receleur (The Squeaker) de William K. Howard : Le médecin légiste
- 1938 : Le Divorce de Lady X (The Divorce of Lady X) de Tim Whelan : rôle sans nom
- 1938 : Week-end  (Bank Holiday) de Carol Reed : Le garde
- 1939 : This man in Paris de David MacDonald : le membre du gang
- 1940 : The Briggs Family d' Herbert Mason : Le policier en civil
- 1941 : Rapt de femmes (Pimpernel Smith) de Leslie Howard : L'inspecteur
- 1941 : Georges roi de la mode (Turned Out Nice Again) de Marcel Varnel : Diner
- 1941 : Le concerto de Varsovie (Dangerous Moonlight) de Brian Desmond Hurst : Kapulski
- 1941 : M. Smith agent secret (The Patient Vanishes) de Lawrence Huntington : Officier prisonnier du camp
- 1941 : La Tour de la terreur (Tower of Terror) de Lawrence Huntington : Anthony Hale
- 1941 : Ceux du porte-avions (Ships with Wings) de Sergei Nolbandov : Lieutenant Maxwell
- 1942 : The Big Blockade de Charles Frend : Royal Air Force, George
- 1943 : The Sky's the limit d' Alberto Cavalcanti  (court métrage) : George
- 1945 : Sa dernière chanson  (I'll Be Your Sweetheart) de Val Guest : Bob Fielding
- 1945 : Le Masque aux yeux verts  (The Wicked Lady) de Leslie Arliss : Kit Locksby
- 1945 : César et Cléopâtre (Caesar and Cleopatra) de Gabriel Pascal : Le premier centurion
- 1947 : L'Arriviste (Root of All Evil) de Brock Williams : Charles Mortimer
- 1947 : L'Orphelin (White Cradle Inn) d' Harold French : Rudolph
- 1948 : L'idole de Paris (Idol of Paris) de Leslie Arliss : Hertz
- 1948 : Conditions difficiles (Uneasy Terms) de Vernon Sewell : Slim Callaghan
- 1949 : La Madone d'or (La madonnina d'oro) de Luigi Carpentieri et Ladislas Vajda : Mike Christie
- 1949 : Miss Pilgrim's Progress de Val Guest : Bob Thane
- 1950 : Trio de Ken Annakin et Harold French : Major Templeton
- 1950 : La Rose noire (The Black Rose) de Henry Hathaway : Le Roi Edward (VF: Marc Valbel)
- 1951 : La Treizième Lettre (The 13th Letter) d'Otto Preminger : Docteur Pearson
- 1951 : Le Jour où la Terre s'arrêta (The Day the Earth Stood Still) de Robert Wise : Klaatu (VF: Marc Valbel)
- 1951 : Le Renard du désert (The Desert Fox: the Story of Rommel) de Henry Hathaway : Narrateur
- 1951 : The House in the Square de Roy Ward Baker : Roger Forsyth
- 1952 : Appel d'un inconnu (Phone Call from a Stranger) de Jean Negulesco : Docteur Robert Fortness
- 1952 : L'Affaire Cicéron (5 Fingers) de Joseph Mankiewicz : Colin Travers (VF: Marc Valbel)
- 1952 : Les Misérables de Lewis Milestone : Jean Valjean
- 1952 : La dernière flèche (Pony Soldier) de Joseph M. Newman : Narrateur
- 1953 : Titanic de Jean Negulesco : Narrateur
- 1953 : Les Rats du désert (The Desert Rats) de Robert Wise : Narrateur
- 1953 : Marin du roi (Single-Handed) de Roy Boulting : Lieutenant Richard Saville
- 1953 : Meurtre à bord (Dangerous Crossing) de Joseph M. Newman : Docteur Paul Manning
- 1953 : La Tunique (The Robe) de Henry Koster : Pierre (VF: Marc Valbel)
- 1953 : Capitaine King (King of the Khyber Rifles) d'Henry King : Général de brigade J.R. Maitland (VF: Marc Valbel)
- 1954 : Prince Vaillant (Prince Valiant) de Henry Hathaway : Narrateur (VF: Roger Treville)
- 1954 : La Princesse du Nil (Princess of the Nile) de Harmon Jones : Rama Khan
- 1954 : Les Gladiateurs (Demetrius and the Gladiators) de Delmer Daves : Pierre (VF: Marc Valbel)
- 1954 : Mambo de Robert Rossen : Enrico Marisoni
- 1954 : Désirée de Henry Koster : Jean-Baptiste Bernadotte (VF: Marc Valbel)
- 1955 : Le Rendez-vous de Hong Kong (Soldier of Fortune) de Edward Dmytryk : Inspecteur Merryweather (VF: Marc Valbel)
- 1955 : Le Secret des sept cités (Seven Cities of Gold) de Robert D. Webb : Père Junipero Serra
- 1955 : La Mousson (The Rains of Ranchipur) de Jean Negulesco : Lord Albert Esketh (VF: André Valmy)
- 1956 : L'Enfant du divorce (Teenage Rebel) d'Edmund Goulding : Jay Fallon
- 1957 : Une île au soleil (Island in the Sun) de Robert Rossen : Hilary Carson (VF: Marc Valbel)
- 1957 : Les Amours d'Omar Khayyam (Omar Khayyam) de William Dieterle : Hasani Sabah (VF: Marc Valbel)
- 1958 : La Bataille des V1 (Battle of the V-1) de Vernon Sewell : Stefan (VF: Roger Treville)
- 1959 : Le Troisième Homme sur la montagne (Third Man on the Mountain) de Ken Annakin : Capitaine John Winter (VF: Roger Treville)
- 1960 : Le Monde perdu (The Lost World) d'Irwin Allen : Lord John Roxton (VF: Marc Valbel)
- 1963 : Mary, Mary de Mervyn LeRoy : Dirk Winsten
- 1966 : Marqué au fer rouge (Ride Beyond Vengeance) de Bernard McEveety : Brooks Durham
- 1966 : Cyborg 2087 de Franklin Adreon : Garth A7 (VF: Gabriel Cattand)
- 1967 : Hôtel Saint-Gregory (Hotel) de Bernard McEveety : Geoffrey - Duke of Lanbourne
- 1967 : Cible mouvante de Sergio Corbucci : Major Worthington Clark
- 1968 : Le Sadique de la treizième heure (Nude... si muore) d'Antonio Margheriti : L'inspecteur Durand
- 1968 : La Guerre des cerveaux (The Power) de Byron Haskin : Arthur Nordlund (VF: Gabriel Cattand)
- 1968 : La Brigade du diable (The Devil's Brigade) d'Andrew V. McLaglen : Lieutenant Général Mark W. Clark (VF: Fernand Fabre)
- 1968 : Échec international (Scacco internazionale) de Giuseppe Rosati : George McConnell
- 1968 : Le Commando du sergent Blynn (Giugno '44 - Sbarcheremo in Normandia) de León Klimovsky : Le sergent Blynn
- 1968 : Subterfuge de Peter Graham Scott : Goldsmith
- 1969 : La Bataille d'El Alamein (La Battaglia di El Alamein) de Giorgio Ferroni : Général Bernard Law Montgomery
- 1969 : Surabaya Conspiracy de Wray Davis : Harvey Ward
- 1970 : Dracula contre Frankenstein (Los monstruos del terror) de Tulio Demicheli : Docteur Odo Warnoff
- 1971 : The Last Generation (documentaire, 1971)  de William A. Graham

### Télévision
- 1948 : Morning Departure (téléfilm réalisateur non crédité) : Lieutenant-Cmdr Stanford)
- 1955 : The 20th Century-Fox Hour (épisode : "Cavalcade" : Le narrateur)
- 1955 : Producers'Showcase (épisode : "The Letter : Howard Joyce)
- 1957 : Playhouse 90 (épisode : "Circle of the Day" : Eric Millet)
- 1958 : The Frank Sinatra Show (épisode : "The Man on the Stairs" : rôle sans nom)
- 1955-1958 : Climax (9 épisodes) ("The Great Impersonation" : Lord Edward Dominey/Major General Von Raggenstein; "Dr. Jekyll and Mr. Hyde" : Dr Henry Jekyll/Mr. Hyde; "A Man of Taste" : Charles Martin Westling; "Strange Sanctuary" : 'Irish' Sean Dillon; "The Strange Deaths at Burnleigh : James MacLennan; " A Taste of Crime : Dr. Fitzroy; "The Secret of the Red Room" : Lorenzo; "The Volcano Seat" en deux parties : Lieutenant Barton)
- 1958 : Suspicion (épisode : "The Woman Turned to Salt" : Angus Martin)
- 1958 : Lux Playhouse (épisode : "The Connoisseur" : Walter Brand)
- 1958 : Pursuit (épisode : "Epitath for a Golden Girl" : Joe Rogers - Private eye)
- 1958-1960 : Zane Grey Theatre (épisodes : "Three Days to Death" : Matthew Birch, "Living is a Lonesome Thing" : Grant Coburn, "The Man in the Middle" : Marshal Locke Gardner)
- 1960 : Shirley Temple's Storybook (en) (épisode : "Kim" : Capitaine Creighton)
- 1960 : The DuPont Show of the Month (épisode : "The Scarlet Pimpernel" : Sir Percy Blakeney)
- 1961 : The Americans (épisode : "Rebellion at Blazing Rock" : Capitaine James Duquesne
- 1961 : The Barbara Stanwyck Show (en) (épisode : "The Sisters" : Julius Ulrich)
- 1961 : Route 66 (épisodes : "Fly away home" en deux parties : Summers)
- 1958-1962 : Alfred Hitchcock Présente (Alfred Hitchcock presents) (épisodes : "The Foghorn" : Allen Bliss, "The Silk Petticoat" : Sir Humphrey J. Orford)
- 1961-1963 : The Dick Powell Show (en) (épisodes : "The fifth caller" : Inspecteur Marshall; "Project X" : Général Conrad Munday)
- 1963 : Perry Mason (épisode : "The case of the libelous Locket") : Professeur Edward Lindley
- 1963 : Le Virginien ("The Virginian") (épisode: "Vengeance" : Michael O'Rourke
- 1963 : Suspicion (épisode : "The long silence") : Ralph Manson
- 1957-1963 : La Grande caravane ("Wagon Train") (épisodes : "The John Cameron Story" : John Cameron, "The Robert Harrison Clarke Story" : Robert Harrison Clarke)
- 1963 : The Great Adventure (épisode : "The Treasure Train of Jefferson Davis" : Président Jefferson Davis)
- 1965 : Bonanza (épisode : "Once a Doctor" : Professeur Poppy/Docteur P.A. Mundy)
- 1965 : Vivez Dangereusement ( Rapture at Two-Forty) : Robert Thurston (diffusé aux États-Unis dans l'anthologie Kraft Suspense Theatre et en France dans la série  Match contre la vie  ("Run for Your Life") dont c'est le pilote).
- 1965 : Le Proscrit ("Branded") (épisode : "Salute the Soldier Briefly" : Charles Briswell)
- 1959-1965 : The Third Man (77 épisodes : rôle de Harry Lime)
- 1965 : Mark Dolphin (téléfilm) de ? (réalisateur non connu, rôle sans nom) épisode pilote perdu produit par Robert Alan Aurthur non diffusé, avec également Lew Ayres, Robert Horton, Shirley Knight
- 1966 : 12 O'Clock High (épisode : "The Slaughter Pen" : Général St John Keighley)
- 1966 : Perdus dans l'espace ("Lost in Space") (épisode en deux parties : "The Keeper" : Le gardien)
- 1964-1966 : Daniel Boone (épisodes : "The Sound of Wings" : Major Peter Wellington, "First in War, First in Peace" : Edgar Newton)
- 1966 : ABC Stage 67 (épisode : "The People Trap", rôle sans nom)
- 1966 : Jericho (épisode : "Four O'Clock Bomb to London" : Major George Quincy)
- 1966 : Batman (épisodes : "The Sandman Comet" et "The Catwoman Goeth", rôle de Sandman dans les 2)
- 1966 : Mr.Paracelsus, Who Are You? (téléfilm) de Peter Tewksbury : rôle sans nom
- 1966-1967 : Bob Hope Presents the Chrysler Theatre (épisodes : "One Embezzlement and Two Margaritas" : Edward Parker Greene, "Blind Man's Bluff" : Inspecteur Kauslake)
- 1967 : Le Cheval de fer ("Iron Horse") (épisode : "The Red Tornado" : Johnny Hobart)
- 1966-1967 : Au coeur du temps (The Time Tunnel) (épisodes "Rendez-vous with yesterday, "Town of Terror", même rôle dans les 2 épisodes : Capitaine Malcolm Smith)
- 1967 : Hondo (2 épisodes : rôle de Randall Tribolet)
- 1967 : Les Espions (I Spy) (épisode : "Laya" : Hamilton)
- 1967 : Des agents très spéciaux (The Man from UNCLE) (épisode : "The TRUSH roulette affair" : Barnaby Partridge)
- 1967 : The Danny Thomas Hour (épisode : "Fame Is a Four-Letter Word" : Paul Heaton
- 1967 : Les Envahisseurs (The Invaders) (épisodes "L'innocent" : Magnus, épisode en 2 parties "Conférence au Sommet" : Per Alquist)
- 1968 : European Eye de Lamont Johnson (Téléfilm) : Martin Purcell
- 1968 : Premiere (épisode : "The Search")  (série télévisée) : rôle non crédité
- 1967-1969 : Sur la piste du crime (The FBI) (épisodes "The Conspirators" : Conrad Letterman, "The Daughter" : Albert Robinson/Major John Anka ,"  Caesar's Wife" : Eric Reverson)

## Vie privée
Marié à Joan Phyllis England (1938-1944), divorcé.
Remarié à l'actrice Maggie Rennie (1er octobre 1946-18 mai 1960), divorcé, un enfant : David, né en 1953.
Michael Rennie a eu un enfant nommé John Marshall né de sa relation avec l'actrice Renée Gilbert Taylor. Il a pris le nom de John M. Taylor.

## Anecdote
La chanson Science Fiction/Double Feature, du Rocky Horror Picture Show, évoque Michael Rennie et son rôle dans Le Jour où la Terre s'arrêta : « Michael Rennie was ill the day the Earth stood still, but he told us where we stand », Michael Rennie était malade le jour où la Terre s'arrêta, mais il nous a dit où on en était.